# Attilio Veraldi
Pour les articles homonymes, voir Veraldi.
Attilio Veraldi, né en 1925 à Naples, en Italie, et mort le 5 mars 1999 à Monte-Carlo, à Monaco, est un écrivain et un traducteur italien, auteur de roman policier.

## Biographie
Il travaille comme traducteur depuis l'allemand et l'anglais. À ce titre, il traduit des romans de Dashiell Hammett et de Raymond Chandler. 
En 1976, il publie son premier roman, Pour service rendu (La mazzetta) qui est, selon Claude Mesplède, « un excellent ouvrage qui transporte à Naples le mythe du privé californien ». Ce roman est adapté en 1978 au cinéma pour le film italien Le Pot de vin (La mazzetta), réalisé par Sergio Corbucci. En 1982, il fait paraître Nez de chien (Naso di cane), adapté dans une mini-série télévisée italienne, Naso di cane (it).

## Œuvre

### Romans

#### SérieAlessandro Iovine
- La mazzetta (1976) Publié en français sous le titre Pour service rendu, Éditions du Sorbier, coll. « L'Étrangère » (1984)  (ISBN 2-7320-1013-8)
- Uomo di conseguenza (1978)

#### Autres romans
- Il vomerese (1980)
- Naso di cane (1982) Publié en français sous le titre Nez de chien, Éditions du Rouergue (2008)  (ISBN 978-2-84156-971-7)
- L'amica degli amici (1984) Publié en français sous le titre L'Amie de nos amis, (introduction de Marcello Fois), Éditions du Rouergue (2010)  (ISBN 978-2-8126-0060-9)
- Donna da Quirinale (1990)
- Scicco (1991)
- L'ombra dell'avventura (1992)

## Adaptations

### Au cinéma
- 1978 : Le Pot de vin (La mazzetta), film italien réalisé par Sergio Corbucci, adaptation de Pour service rendu (La mazzetta)

### À la télévision
- 1986 : Naso di cane (it), mini-série télévisée italienne, adaptation de Nez de chien (Naso di cane)

## Sources
: document utilisé comme source pour la rédaction de cet article.
- Claude Mesplède (dir.), Dictionnaire des littératures policières, vol. II : J - Z, Nantes, Joseph K, coll. « Temps noir », 2007, 1086 p. (ISBN 978-2-910686-45-1, OCLC 315873361), p. 951-952.